# Yves Soudan
Pour les articles homonymes, voir Soudan (homonymie).
Yves Soudan, né le 23 octobre 1967 à Gand, est un ancien joueur belge  de football devenu entraîneur.

## Carrière

### Entraîneur
C’est aussi le père de sa fille et de sa belle sœur et n’oublions pas son fils